# Ferramentas de prototipagem
Prototipagem de software é um processo interativo de geração de modelos de software que faz parte da análise do ciclo de vida do desenvolvimento de sistemas. É a atividade de desenvolvimento de uma versão inicial do sistema baseada no atendimento dos requisitos ainda pouco definidos, permitindo a descoberta de falhas difíceis de serem encontradas na comunicação verbal. 
Um processo que propõe a criação de um protótipo de software objetiva apoiar a fase levantamento de requisitos a fim de prevenir as possíveis falhas no sistema. Um protótipo simula a aparência e funcionalidade do software permitindo que os clientes, analistas, desenvolvedores e gerentes percebam os requisitos do sistema podendo interagir, avaliar, alterar e aprovar as características mais marcantes na interface e funções. 
Os protótipos podem ser evolutivos ou descartáveis. Na prototipagem evolutiva o sistema surge de evoluções refinadas dos protótipos enquanto um protótipo descartável é usado para descobrir problemas nos requisitos e depois é abandonado.
Dentre algumas vantagens da prototipação está a redução de custos no desenvolvimento; participação do usuário no processo de desenvolvimento; facilidade de operação do sistema, uma vez que, os usuários sabem o que esperar através do protótipo; resultados na satisfação mais elevada do usuário; diminuição de equívocos entre usuários e desenvolvedores; esclarecimento de alguns requisitos confusos.
Algumas desvantagens no uso de protótipos são: a condução a uma análise insuficiente do software; os usuários esperam um desempenho do software final igual ao do protótipo; os clientes podem tornar-se unidos demais a seus protótipos.
As ferramentas de prototipagem são utilizadas por muitas empresas durante o processo de prototipação. Algumas utilizam esquemas em papel na análise inicial, para facilitar um feedback concreto dos usuários, e depois desenvolvem um protótipo operacional utilizando sistemas específicos, como ferramentas de construção de ícones, e as técnicas e linguagens de 4ª Geração (4GL). Técnicas de reuso também podem ser empregadas em fases oportunas.
O IDE — Integrated Development Environment ou Ambiente de Desenvolvimento Integrado — também pode ser utilizado para a geração de protótipos.  O IDE é um programa com características e ferramentas que apoiam o desenvolvimento de software. As linguagens de programação interagem com um ambiente de suporte , os IDE´s, permitindo a geração de protótipos.
Os IDE´s permitem que as telas sejam montadas facilmente clicando e arrastando os componentes ao formulário, assim é possível compilar o projeto na linguagem suportada pela IDE e gerar um protótipo desejado. Essas características de programação visual são heranças da maioria das ferramentas de desenvolvimento de protótipos.

## Ferramentas utilizadas na geração de protótipos de software
1. Visual FoxPro – Sistema de desenvolvimento de Banco de Dados para rápida criação de aplicações desktop.
2. Eclipse - O eclipse (IDE) é uma ferramenta opensSource que agrega a plataforma de desenvolvimento geradores de códigos Java. O interessante do eclipse são seus Plugins, através deles o eclipse pode gerar ainda códigos Python e C/C++.
3. Visual Studio .NET – É uma solução da Microsoft  que gera código para Framework .NET, suportando linguagens Visual Basic .NET, C#, C++, e J#.
4. IBM VisualAge Generator - Um ambiente de desenvolvimento de aplicativo rápido para e-business.